# S Tamoio (S-31)

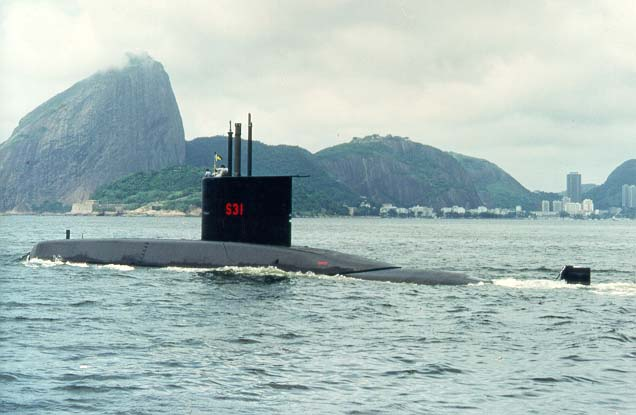
Tamoio

S Tamoio (S-31) es un submarino de ataque de la clase Tupi de la Marina de Brasil.
Fue la primera unidad de su clase en ser construida por el Arsenal de Marinha do Rio de Janeiro de la ciudad homónima. Fue colocada la quilla en 1986. Fue botado el casco en 1993; y fue entregado a la marina en 1994 o 1995; permanece en servicio.
Algunos de sus logros fue el hundimiento del destructor retirado Marcílio Dias (ex USS Henry W. Tucker) durante un ejercicio en 1996; y lograr «hacer blanco» (de modo simulado) en el portaaviones Príncipe de Asturias en 1997.